# Skylark (Rakete)

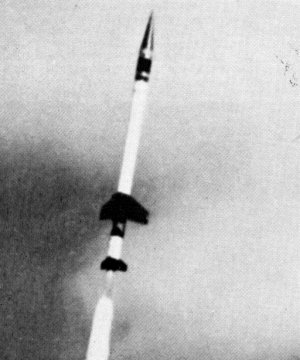
Start einer Skylark (1961)

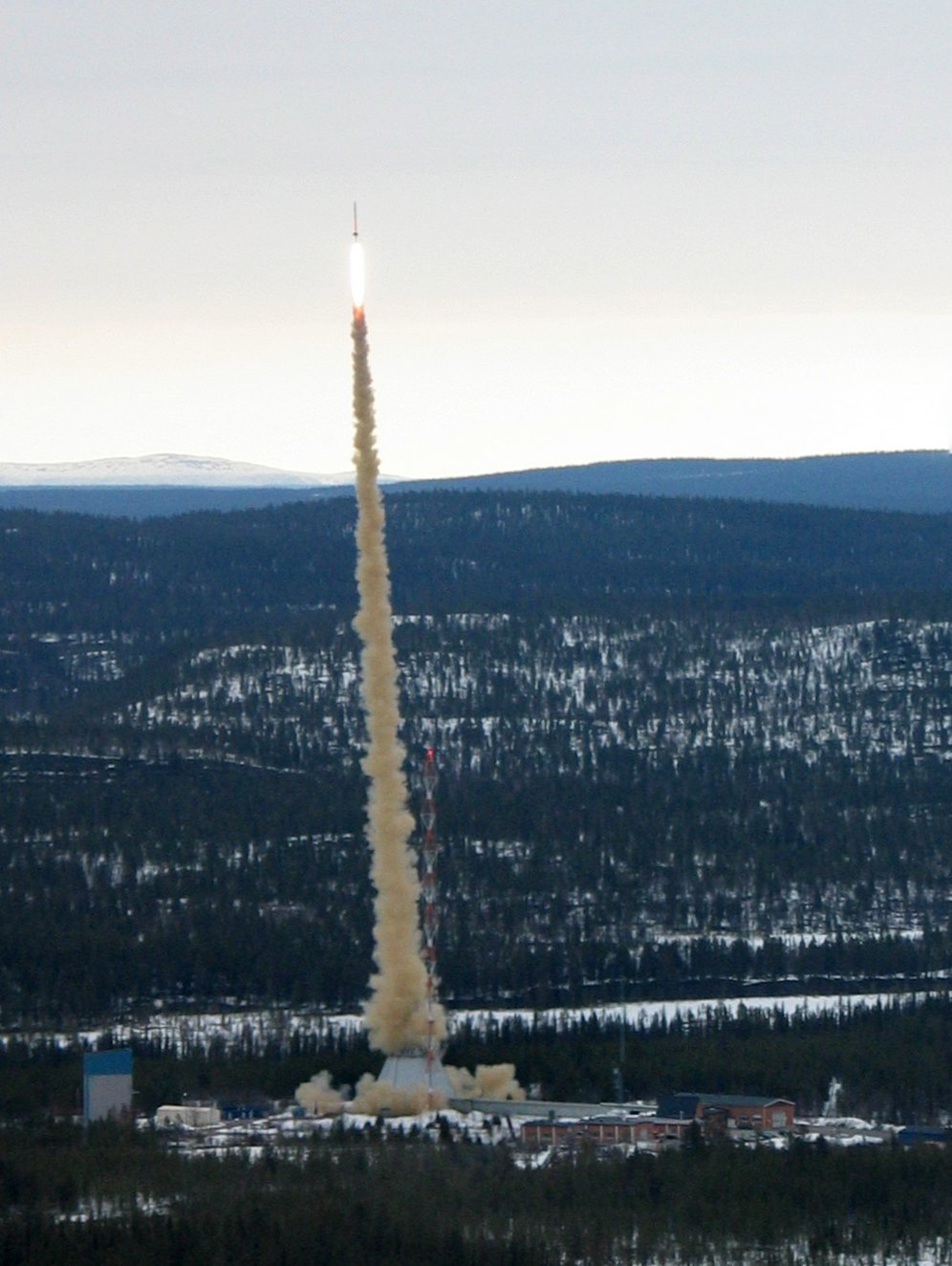
Letzter Start einer Skylark (2005)

Skylark (deutsch Feldlerche) ist die Bezeichnung einer historischen britischen Höhenforschungsrakete.

## Geschichte
Die Skylark wurde ab 1955 im Rahmen eines britischen Raumfahrtprogramms entwickelt. In dieser Anfangszeit war der Entwicklungsstand vergleichbar mit amerikanischen und sowjetischen Raketen. Die Skylark war unter jungen Wissenschaftlern sehr beliebt, da sie ermöglichte, innerhalb von drei Jahren ein Experiment zu entwickeln, durchzuführen und mit der Auswertung der Daten zu promovieren. Seither wurden zahlreiche Experimente mit der Skylark durchgeführt.
Die staatliche Förderung des Programms wurde allerdings Ende der 1970er Jahre gestrichen, da man der Meinung war, dass wissenschaftliche Einrichtungen ihre Instrumente künftig lieber durch das Space Shuttle ins All bringen lassen würden. Es wurde dabei allerdings davon ausgegangen, dass die neue US-Raumfähre regelmäßige und sehr häufig Flüge durchführen würde, so dass auch für Langzeitexperimente genügend Platz wäre. Das Skylark-Programm wurde zunächst an British Aerospace abgegeben, dann an Matra Marconi Space, bis es bei der kleinen privat finanzierten Firma Sounding Rocket Services unterkam. Die Skylark-Flüge wurden im Jahr 2005, 50 Jahre nach Beginn des Programms, eingestellt. Die Betreiberfirma wird ab dann die amerikanischen Oriole-Raketen verwenden. Diese sind etwas größer, moderner und haben eine größere Nutzlast, sind aber auch teurer.

## Technik
Die Skylark war 7,6 m lang, hatte einen Durchmesser von 0,44 m und besaß eine Flossenspannweite von 0,96 m. Sie wurde von 840 Kilogramm festem Treibstoff angetrieben. Zum Start der Skylark in der ursprünglichen Version war ein 50 Meter hoher Turm zur Führung in der Startphase nötig, während spätere Versionen dieser Rakete auch von einer einfachen Lafette aus gestartet werden konnten.
Die erste Skylark war in der Lage, 45 kg in eine Höhe von 150 km zu bringen. Die letzte Variante, Skylark 12, wurde 1976 gebaut, war eine dreistufige Rakete und konnte eine Nutzlast von 200 kg in 576 km Höhe bringen. Der höchste mit einer Skylark durchgeführte Flug erreichte am 3. September 1988 sogar eine Höhe von 857 km. Die Versionen Skylark 14 bis 17 waren geplant, wurden aber nie produziert.

## Flüge
Die Skylark wurde am 13. Februar 1957 erstmals von Woomera in Australien aus gestartet. Bis August 1987 folgten 263 weitere Starts. 
Weitere Startplätze waren:
- Salto di Quirra (Italien): 56 Starts von Juli 1964 bis November 1972
- Kiruna (Schweden): 84 Starts von März 1986 bis Mai 2005
- Aberporth (Wales): 2 Starts von Januar 1971 bis Juli 1972
- Villa Reynolds (Argentinien): 2 Starts im März 1973
- El Arenosillo (Spanien): 9 Starts von Oktober 1973 bis Juli 1976
- Andøya (Norwegen): 22 Starts von Oktober 1973 bis Dezember 1988
- Natal (Brasilien): 3 Starts von Oktober 1979 bis September 1988

Der 442. und letzte Flug wurde am 2. Mai 2005 von Esrange (Schweden) aus gestartet. Er bestand aus einer Skylark 7 und brachte zwei biologische und drei physikalische Experimente mit 250 kg Nutzlast auf eine suborbitale Bahn in bis zu 250 km Höhe.